# Ron McGovney
Ron McGovney (født 2. november 1962 i Los Angeles, Californien) var den første bassist i heavy metal-bandet Metallica.